# بوسة ناز سورمنيلي
بوسة ناز سورمنيلي (مواليد 25 يونيو 1998) هي ملاكمة تركية فازت بالميدالية الذهبية في وزن الويلتر في أولمبياد 2020.